# Alif maqsūra

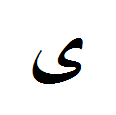
Alif maqsura in isolierter Form

Das Alif maqsūra (arabisch الألف المقصورة al-alif al-maqṣūra ‚reduziertes Alif‘) ist ein Zusatzzeichen der arabischen Schrift, das jedoch nicht zum arabischen Alphabet gezählt wird. Es steht für ein auslautendes [aː]. Es wird gemäß der DMG-Umschrift mit einem a samt Makron wiedergegeben (ā).
Es wird wie das Yā' ي geschrieben, allerdings ohne Punkte (ى), nur am Wortende (im Auslaut) benutzt und hat keinen Zahlenwert.
Vor Endungen (Suffixen) wird das ى meist zum ا (Alif) – Beispiel: ramā / رمى / ‚er hat geworfen‘, aber mit Personalpronomen-Suffix ramāhu / رماه / ‚er hat es geworfen‘ – im Koran wird jedoch die Schreibung mit Alif maqsūra beibehalten und sein Lautwert mit einem kleinen darübergesetzten Alif am Buchstaben davor angedeutet (رمٰيه).

## Alif maqsūra in Unicode
| Unicodenummer  | Zeichen (400 %) | Offizielle Bezeichnung                   | Beschreibung                                     |
| -------------- | --------------- | ---------------------------------------- | ------------------------------------------------ |
| U+0649 (1609)  | ى               | ARABIC LETTER ALEF MAKSURA               | Arabischer Buchstabe Alif maqsūra                |
| U+FEEF (65263) | ﻯ               | ARABIC LETTER ALEF MAKSURA ISOLATED FORM | Arabischer Buchstabe Alif maqsūra isolierte Form |
| U+FEF0 (65264) | ﻰ               | ARABIC LETTER ALEF MAKSURA FINAL FORM    | Arabischer Buchstabe Alif maqsūra Finalform      |